# 하네다 공항 제1·제2터미널역
하네다공항 제1·제2터미널역(일본어: 羽田空港第1・第2ターミナル駅, はねだくうこうだいいち・だいにターミナルえき)
(영어: Haneda Airport Terminal 1·2 Station)은 일본 도쿄도 오타구에 위치하는 철도역이다. 2010년 10월 21일에 하네다 공항 국제선 터미널역이 개업함에 따라 하네다 공항역(羽田空港駅, はねだくうこうえき 하네다쿠코에키[*])에서 역명을 변경하였다.역 번호는 KK17이다.

## 개요
섬식 1면2선.
두 홈에서도 같은 방향으로 출발하고 다음 정거장은 하네다 공항 국제선 터미널역이다.
그러나 그 앞에서 목적지가 분리되므로주의가 필요하다. 시나가와 방면 , 요코하마 방면 행 또는 표시되어있다.
개찰구는 두 곳 있고, 두 국내선 터미널 빌딩 각각 연결되어있다. 진행 방향 정면 출구는 파란색으로 표시되며, 제 2 터미널 방면이다. 진행 방향 뒤쪽의 출구는 빨간색으로 표시됩니다 제 1 터미널 방면이다.

## 승강장
스크린도어가 설치될 예정이다.
| 1 · 2 | 공항선 | 게이큐 가마타·시나가와·센가쿠지 방면 도에이 지하철 아사쿠사선 신바시·니혼바시·아사쿠사·오시아게 방면 ■ 게이세이 선 아오토·게이세이 다카사고·게이세이 후나바시 게이세이 쓰다누마·게이세이 사쿠라·게이세이 나리타·나리타 공항·시바야마치요다 방면 ■ 호쿠소 선 신카마가야·지바 뉴타운 중앙·인자이마키노하라·인바 니혼 의대 방면 (게이큐 가마타에서 스위치백)게이큐 가와사키·요코하마·가미오오카·가나자와분코 요코스카추오·우라가 방면 즈시 선 즈시·하야마·구리하마 선 게이큐 구리하마·미우라 해안·미사키구치 방면 |

## 역세권 정보
- 도쿄 국제공항(제1.2터미널)
- 하네다 공항 제1터미널역, 하네다 공항 제2터미널역 (도쿄 모노레일 하네다 선)
- HANEDA EXCEL HOTEL TOKYO(제 2터미널 빌딩 내)
- 수도고속도로 완간 선
- 국도 357호선

## 역사
- 1998년 11월 18일: 영업 개시.
- 2010년 10월 21일: 하네다 공항 국제선 터미널이 개업함에 따라 하네다 공항역(羽田空港駅, はねだくうこうえき 하네다쿠코에키[*])에서 하네다 공항 국내선 터미널역(일본어: 羽田空港国内線ターミナル駅, はねだくうこうこくないせんたーみなるえき 하네다쿠코코쿠나이타미나루에키[*])으로 개칭.

## 사진

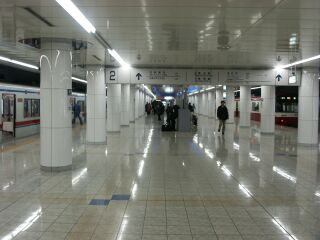
제2여객터미널 입구개설전 승강장
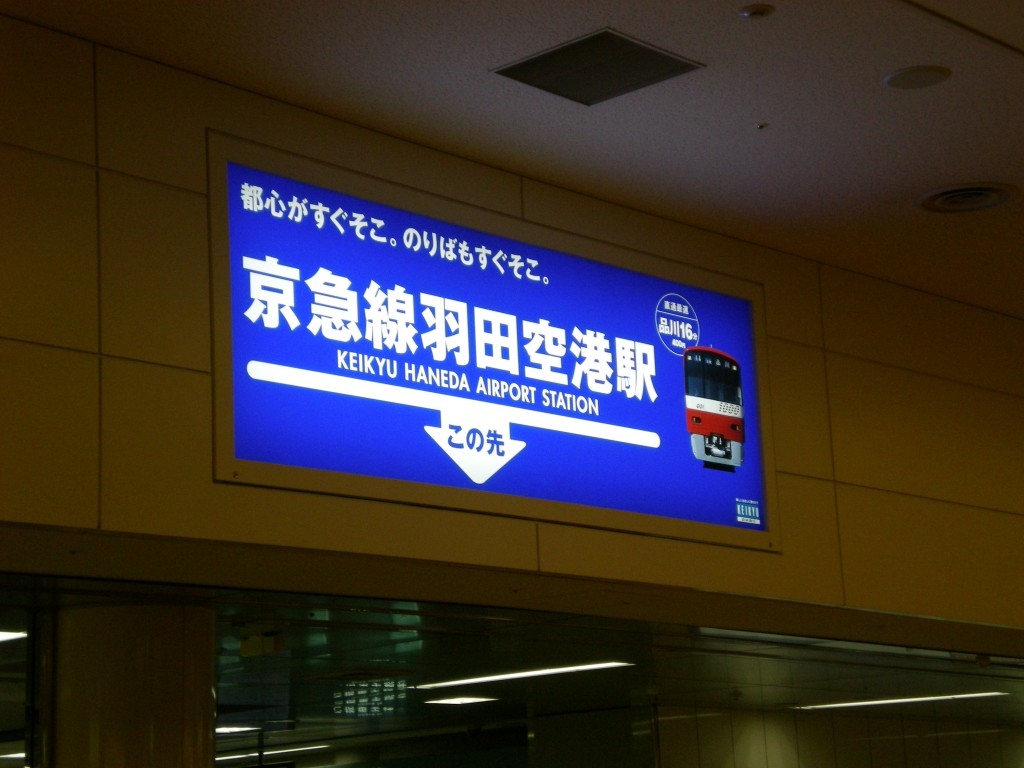
하네다공항 제2터미널 지하에 있는 안내판

## 인접역
| 게이힌 급행 전철 공항선                       | 게이힌 급행 전철 공항선 | 게이힌 급행 전철 공항선 |
| --------------------------------------------- | ----------------------- | ----------------------- |
| KK16 하네다 공항 제3터미널 게이큐 가마타 방면 | ■ 게이큐 공항선         | 시·종착역               |

1. ↑  [https://www.haneda-tokyo-access.com/kr/news/pdf/20200228.pdf
게이큐선 6개 역의 이름이 2020년 3월 14일(토) 변경됩니다]